# Route européenne 572
Pour les articles homonymes, voir E572 et Route 572.
La route européenne 572 est une route reliant Trenčín à Žiar nad Hronom, en Slovaquie.